# Hugo Gustafsson
Hugo Gustafsson, född 23 februari 2000 i Södertälje, är en svensk professionell ishockeyspelare som spelar för Växjö Lakers.